# Roda (Frohburg)
Roda ist ein Ortsteil der Stadt Frohburg im Landkreis Leipzig (Freistaat Sachsen). Er wurde am 1. Januar 1999 eingemeindet.

## Geografie

### Geografische Lage und Verkehr
Roda liegt südöstlich von Frohburg am Fischbach, einem Zufluss der Wyhra. Der Ort gehört zum Kohrener Land. Südwestlich von Roda befindet sich der Streitwald.
Durch Roda verläuft die Bundesstraße , die östlich von Roda mit der Anschlussstelle „Geithain“ die Bundesautobahn  kreuzt.

### Nachbarorte
| Greifenhain | Frauendorf                                  |                              |
| Streitwald  | Kompassrose, die auf Nachbargemeinden zeigt | Niedergräfenhain             |
|             | Kohren-Sahlis                               | Syhra, Theusdorf, Eckersberg |

## Geschichte

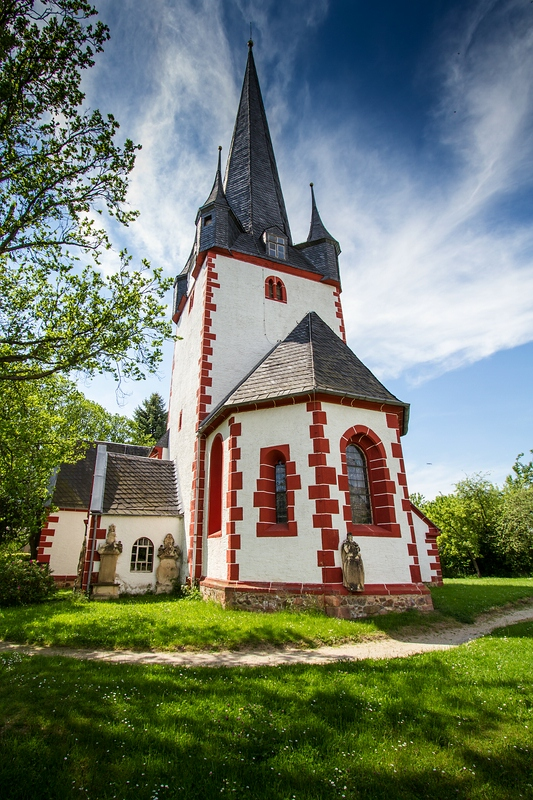
Kirche von Roda

Das Straßenangerdorf Roda wurde im Jahr 1277 als Rode erwähnt. Die Kirche des Orts war um 1500 eine Filialkirche von Greifenhain, später von Syhra bzw. Niedergräfenhain, ab 1917 wieder von Greifenhain. Der Ort Roda unterstand bis ins 19. Jahrhundert der Gerichtsbarkeit des Ritterguts Gnandstein. Roda lag bis 1856 im kursächsischen bzw. königlich-sächsischen Amt Borna. Ab 1856 gehörte der Ort zum Gerichtsamt Frohburg und ab 1875 zur Amtshauptmannschaft Borna.
Bei der zweiten Kreisreform der DDR im Jahr 1952 wurde die Gemeinde Roda dem Kreis Geithain im Bezirk Leipzig zugeordnet, der 1994 im Landkreis Leipziger Land und 2008 im Landkreis Leipzig aufging. Die Eingemeindung von Roda nach Frohburg erfolgte am 1. Januar 1999. Roda machte von der Möglichkeit Gebrauch, einen Ortschaftsrat zu bilden.

### Kirche
Die Kirche Roda ist eine im Kern romanische Saalkirche, die im 15. Jahrhundert grundlegend umgebaut wurde.
Der Turm ging Mitte des 15. Jh. aus einem bereits bestehenden Turmhaus hervor. Große Erneuerungen fanden 1608, 1709–1717, 1811 und 1905 mit einer Verlängerung des Schiffs um 5,5 Meter statt. 1885 erhielt die Kirche eine neue Turmuhr. 1897 wurde eine einfache Beleuchtung im Gebäude installiert.